# Quintette pour piano d'Edward Elgar

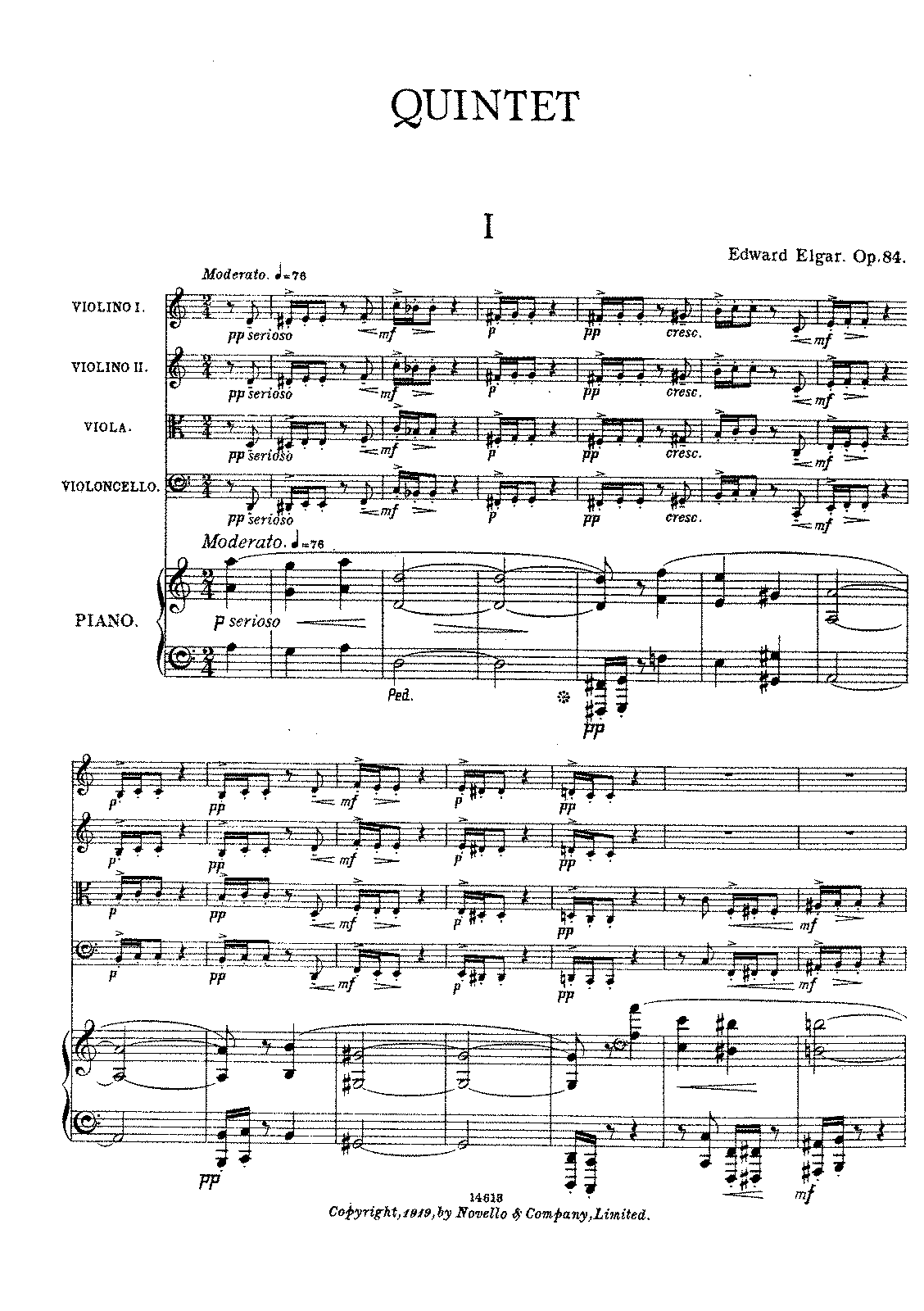
Partition des 5 instruments de "Quintette pour piano d'Edward Elga"

Le Quintette pour piano et cordes en la mineur opus 84 est un quintette d'Edward Elgar. Composé en 1918-19, il fut créé par Albert Sammons, William Henry Reed aux violon, Raymond Jeremy à l'alto, Felix Salmond au violoncelle et William Murdoch au piano le 21 mai 1919 à Londres.

## Mouvements de l'œuvre
1. Moderato (à 
) - Allegro (à 
)
2. Adagio (en mi majeur, à 
)
3. Andante (à 
) - allegro (à 
)

## Discographie sélective
- Quintette pour piano d'Elgar par le Nash Ensemble, Hyperion

## Source
- François-René Tranchefort (direction), Guide  de la Musique de Chambre, Paris, Fayard, coll. « Les indispensables de la musique », 1998 (1re éd. 1989), 995 p. (ISBN 2-213-02403-0), p. 306